# Norodom Ranariddh
Norodom Ranariddh (født 2. januar 1944, død 28. november 2021) var en prins og politiker fra Cambodja.
Ranariddh var søn af kong Norodom Sihanouk. Han var leder af Funcinpec, royalisternes parti. Efter et kompromis, der endte Cambodjas guerillakrig, blev han en af landets to premierministre i 1993-97. I 1997 blev han skubbet til side af den anden premierminister Hun Sen og måtte gå i eksil. Han vendte senere tilbage til landet.
Ved kong Sihanouks tronfrasigelse i 2004 blev Ranariddhs yngre halvbror Norodom Sihamoni konge. I 2006 blev Ranarridh afsat som leder af Funcinpec. Han blev herefter leder af et mindre politisk parti, "Norodom Ranariddh-partiet". Han blev medlem af tronrådet i 2008.